# Диплоидные клетки

Дипло́идные кле́тки — клетки, содержащие полный набор хромосом — по одной паре каждого типа. Большинство клеток человеческого организма являются диплоидными, за исключением гамет (яицеклетки и сперматозоида).
В норме в жизненном цикле организма человека происходит правильное чередование гаплоидной и диплоидной фаз развития клеток.
Гаплоидные клетки образуются в результате мейоза и мейотического деления диплоидных клеток. После этого клетки могут размножаться при помощи митоза и митотических делений с образованием многоклеточного тела, состоящего из диплоидных соматических клеток и нескольких поколений гаплоидных половых клеток (потомков).
Диплоидные клетки образуются из гаплоидных в результате полового процесса (оплодотворения, слияния половых клеток, гамет) с образованием зиготы.
Термин диплоид предложен в 1905 году германским ботаником Эдуардом Страсбургером.